# Bad English
Bad English war eine US-amerikanische Rockband, die von 1988 bis 1991 existierte und durch die Hits When I See You Smile und Price of Love bekannt wurde.

## Geschichte
Nach dem Ende seiner Band Journey im Jahre 1988 beschloss Jonathan Cain (Keyboard) zusammen mit Ricky Phillips (Bass) eine neue Band zu gründen, deren Ausrichtung etwas rockiger ausfallen sollte, als es bei Journey der Fall war. Beide spielten bereits Ende der 1970er Jahre zusammen bei The Babys, deren ehemaliger Sänger John Waite kurz darauf ebenfalls zu den neu gegründeten Bad English stieß. Waite konnte zu diesem Zeitpunkt bereits auf einige Erfolge als Solokünstler zurückblicken, darunter der Nummer-eins-Hit Missing You. Mit Neal Schon (Gitarre), ebenfalls früher bei Journey aktiv, fand sich schnell der passende Gitarrist. Als Schlagzeuger schlug Schon den jungen Deen Castronovo vor, der damit die Formation komplettierte.
Das im Jahr 1989 veröffentlichte Debüt-Album, schlicht Bad English betitelt, erwies sich sofort als Erfolg. Mit den beiden Singles When I See You Smile und Price of Love gelang es Bad English, die Top Ten der amerikanischen Single-Charts zu knacken. Der Veröffentlichung des Albums folgte eine erfolgreiche Tour, die sich über elf Monate erstreckte. Die Band machte sich kurz darauf an die Aufnahmen eines Nachfolgealbums, die allerdings von gewissen Spannungen begleitet wurden. Während Schon und Phillips eine härtere Richtung einschlagen wollten, favorisierten Waite und Cain eher softeres Material. Zudem zeigte sich Waite unzufrieden mit dem Produzenten des neuen Albums, Ron Nevison, was schließlich dazu führte, dass er seine Gesangsspuren mit einem anderen Produzenten aufnahm. Noch vor Veröffentlichung der zweiten Platte Backlash war die Auflösung von Bad English bereits beschlossene Sache. Das Album verkaufte sich ordentlich, konnte aber nicht an die Erfolge des Debüts anknüpfen. Nach dem Ende der Band schlossen sich Schon und Castronovo Hardline an. John Waite agierte wieder als Solokünstler, ebenso wie Jonathan Cain. Ricky Phillips veröffentlichte unter anderem ein Album gemeinsam mit dem ehemaligen Toto- und Le-Roux-Sänger Fergie Frederiksen, bevor er 2003 bei Styx einstieg.

## Diskografie

### Studioalben
| Jahr | Titel       | Höchstplatzierung, Gesamtwochen, AuszeichnungChartplatzierungen (Jahr, Titel, Platzierungen, Wochen, Auszeichnungen, Anmerkungen) | Höchstplatzierung, Gesamtwochen, AuszeichnungChartplatzierungen (Jahr, Titel, Platzierungen, Wochen, Auszeichnungen, Anmerkungen) | Höchstplatzierung, Gesamtwochen, AuszeichnungChartplatzierungen (Jahr, Titel, Platzierungen, Wochen, Auszeichnungen, Anmerkungen) | Höchstplatzierung, Gesamtwochen, AuszeichnungChartplatzierungen (Jahr, Titel, Platzierungen, Wochen, Auszeichnungen, Anmerkungen) | Anmerkungen                           |
| Jahr | Titel       | DE | CH | UK | US | Anmerkungen                           |
| ---- | ----------- | --- | --- | --- | --- | ------------------------------------- |
| 1989 | Bad English | — | — | UK74 (1 Wo.)UK | US21 Platin · (52 Wo.)US | Erstveröffentlichung: 26. Juni 1989   |
| 1991 | Backlash    | DE48 (8 Wo.)DE | CH30 (2 Wo.)CH | UK64 (1 Wo.)UK | US72 (8 Wo.)US | Erstveröffentlichung: 27. August 1991 |

Kompilationen
- 1995: Greatest Hits

### Singles
| Jahr | Titel Album                           | Höchstplatzierung, Gesamtwochen, AuszeichnungChartplatzierungen (Jahr, Titel, Album, Platzierungen, Wochen, Auszeichnungen, Anmerkungen) | Höchstplatzierung, Gesamtwochen, AuszeichnungChartplatzierungen (Jahr, Titel, Album, Platzierungen, Wochen, Auszeichnungen, Anmerkungen) | Anmerkungen                          |
| Jahr | Titel Album                           | UK | US | Anmerkungen                          |
| ---- | ------------------------------------- | --- | --- | ------------------------------------ |
| 1989 | Forget Me Not Bad English             | — | US45 (11 Wo.)US | Erstveröffentlichung: Juli 1989      |
| 1989 | When I See You Smile Bad English      | UK61 (4 Wo.)UK | US1 Gold · (22 Wo.)US | Erstveröffentlichung: September 1989 |
| 1989 | Price of Love Bad English             | UK80 (2 Wo.)UK | US5 (19 Wo.)US | Erstveröffentlichung: Dezember 1989  |
| 1990 | Heaven Is a 4 Letter Word Bad English | — | US66 (9 Wo.)US | Erstveröffentlichung: April 1990     |
| 1990 | Possession Bad English                | — | US21 (17 Wo.)US | Erstveröffentlichung: August 1990    |
| 1991 | Straight to Your Heart Backlash       | — | US42 (13 Wo.)US | Erstveröffentlichung: August 1991    |

Weitere Singles
- 1989: Best of What I Got
- 1991: Time Stood Still

## Auszeichnungen für Musikverkäufe
| Goldene Schallplatte - Kanada - 1989: für das Album Bad English - 1990: für die Single When I See You Smile | Platin-Schallplatte - Australien - 1990: für die Single When I See You Smile |

Anmerkung: Auszeichnungen in Ländern aus den Charttabellen bzw. Chartboxen sind in ebendiesen zu finden.
| Land/RegionAuszeichnungen für Musikverkäufe (Land/Region, Auszeichnungen, Verkäufe, Quellen) | Gold     | Platin     | Verkäufe  | Quellen         |
| -------------------------------------------------------------------------------------------- | -------- | ---------- | --------- | --------------- |
| Australien (ARIA)                                                                            | —        | Platin1    | 70.000    | aria.com.au     |
| Kanada (MC)                                                                                  | 2× Gold2 | —          | 100.000   | musiccanada.com |
| Vereinigte Staaten (RIAA)                                                                    | Gold1    | Platin1    | 1.500.000 | riaa.com        |
| Insgesamt                                                                                    | 3× Gold3 | 2× Platin2 |           |                 |